# Krylja notschi
Krylja notschi (russisch Крылья ночи; deutsch übersetzt „Flügel der Nacht“) war ein russischer Stummfilm von 1916.

## Handlung
Der Restaurator Hubert lernt in einem Nonnenkloster eine junge Novizin kennen. Sie verlässt das Kloster und heiratet ihn. Danach entwickelt sie eine Zuneigung zu seinem Freund Pjotr. Die Männer duellieren sich. Danach wendet sie sich wieder ihrem Mann zu, den sie doch sehr liebt.

## Hintergründe
Der Film basiert angeblich auf einer literarischen Vorlage von Guy de Maupassant. Er ist offenbar auch beeinflusst vom französischen Film Le feu von 1916. Es ist keine Kopie erhalten.
1921 schuf der Regisseur Alexander Uralski eine Neufassung mit den beiden männlichen Hauptdarstellern als Vers la lumière in Paris.